# こはく (映画)
『こはく』は、2019年6月21日から長崎県で先行公開され、7月6日からユーロスペースほかで全国順次公開された日本映画。監督は横尾初喜、主演は井浦新。なお、お笑い芸人のアキラ100%が本名の大橋彰で井浦演じる主人公の兄役を演じる。
本作は監督と原案を担当した横尾の幼少期における実体験が基となっており、撮影は横尾の出身地である長崎で行われた。

## キャスト
- 広永亮太（弟）- 井浦新[4]
- 広永章一（兄）- 大橋彰[4]
- 広永友里恵（亮太の妻）- 遠藤久美子[5]
- 佐久本 - 嶋田久作
- 宮本優希（宮本哲郎の孫）- 塩田みう
- 越野啓介（ガラス細工会社社員）- 寿大聡
- 小形晃子 - 鶴田真由
- 宮本哲郎（ガラス細工職人） - 石倉三郎
- 三田崇之（亮太・章一の父） - 鶴見辰吾
- 広永元子（亮太・章一の母）- 木内みどり

- 城下弘貴
- 城下弘哉
- 石長由紀子
- 野上唯子

## スタッフ
- 監督・原案 - 横尾初喜
- エグゼクティブプロデューサー - 相羽浩行
- プロデューサー - 小関道幸、兼田仁、森田篤
- 脚本 - 守口悠介
- 撮影 - 根岸憲一
- 照明 - 本間光平
- 録音 - 根本飛鳥
- 美術 - 小栗綾介
- スタイリスト - チバヤスヒロ
- メイク - 堀奈津子
- 編集 - 松山圭介
- 助監督 - 加藤毅
- スチール - 北島元朗
- ラインプロデューサー - 杉浦美奈子
- グラフィックデザイン - おかもとゆりこ
- 主題歌 - Laika Came Back
- 音楽 - 車谷浩司
- 協力 - 一般社団法人 長崎県観光連盟、長崎県フィルムコミッション（JFC）、長崎県立大学 映画研究会
- 後援 - 長崎県長崎市、長崎県佐世保市、長崎県大村市
- 配給 - SDP
- 宣伝 - マジックアワー
- 制作プロダクション - FOOLENLARGE
- 製作 - 映画「こはく」製作委員会（株式会社 メモリード、アイティーアイグループ、株式会社 プレナス、フーリンラージ株式会社、株式会社 堀内組、長崎国際テレビ）